# مسافي
مسافي هي قرية في دولة الإمارات العربية المتحدة تقع على حافة جبال الحجرعند المدخل الداخلي لوادي حام الذي يمتد حتى مدينة الفجيرة. تنقسم القرية إلى قسمين، القسم الأول تابع لإمارة رأس الخيمة التي تحتوي على مصنع مسافي للمياه المعدنية وهي أكبر شركة مياه معدنية في الإمارات. أما القسم الثاني فيتبع لإمارة الفجيرة. تضم القرية ثكنات تستخدمها القوات المسلحة لدولة الإمارات العربية المتحدة.

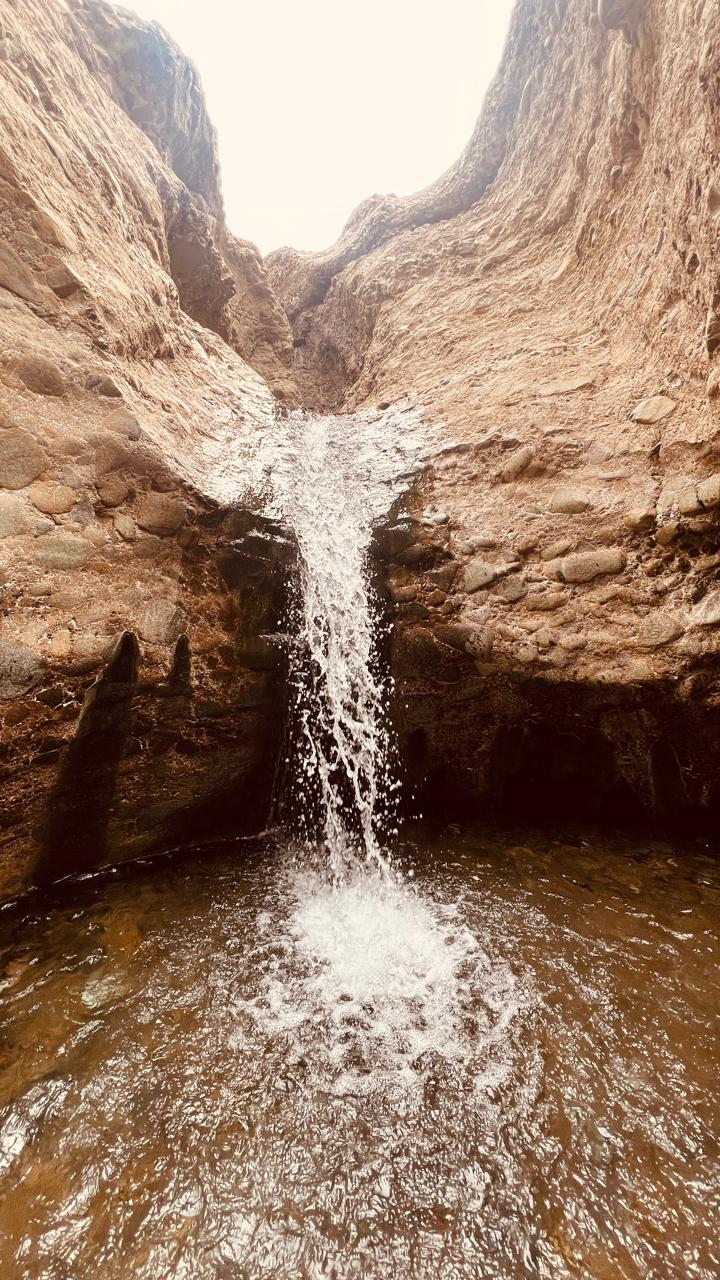
شلال مسافي

## عن القرية
حتى وقت قريب نسبيًا ومع إنشاء طريق الشارقة إلى كلباء وطريق الشاحنات بين دبا والطريق السريع 311 في رأس الخيمة، كان الطريق عبر مسافي هو الطريق الوحيد من الداخل إلى الساحل الشرقي لدولة الإمارات العربية المتحدة. ينقسم الطريق من بلدة الذيد الداخلية عند مسافي، ويؤدي إلى دبا إلى الشمال ومدينة الفجيرة إلى الجنوب.
أثبتت العديد من الحفريات وجود مساكن تعود إلى العصر البرونزي والتي تم ترميمها مؤخرًا (في عام 2012) وتشمل حصنًا من الحجر والطوب اللبن أصغر حجمًا من قلعة البثنة المجاورة (والتي تم ترميمها أيضًا كجزء من نفس المشروع) ولكنه مماثل لها من الناحية المعمارية، يضم الحصن نموذجًا استثنائيًا للفلج، وهو ممر مائي تحت الأرض يتم بناؤه لتوجيه المياه من الجبال إلى مدن الواحات الداخلية.
في مطلع القرن العشرين، كانت مسافي قرية تضم حوالي 50 منزلاً، وكان القرويون مقسمين بين قبيلتي الشرقيين والمحرزي، كما ضمت حوالي 30 رأسًا من الماشية و 350 رأسًا من الأغنام و 5000 نخلة.

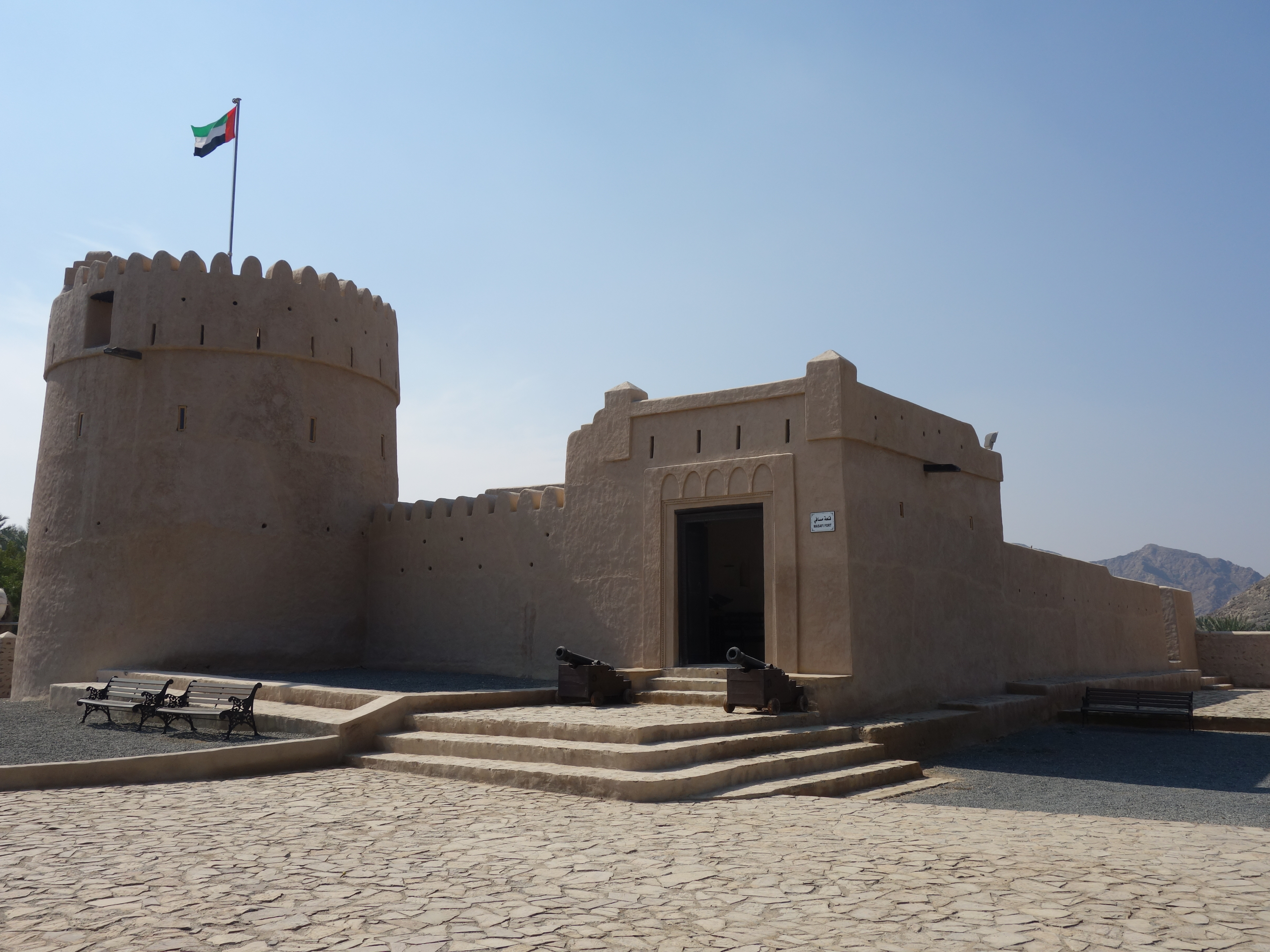
قلعة مسافي

كانت مسافي موقع مهبط طائرات وعر تستخدمه كشافة ساحل عمان.

## الطقس والمناخ
| البيانات المناخية لـمسافي، دولة الإمارات العربية المتحدة | البيانات المناخية لـمسافي، دولة الإمارات العربية المتحدة | البيانات المناخية لـمسافي، دولة الإمارات العربية المتحدة | البيانات المناخية لـمسافي، دولة الإمارات العربية المتحدة | البيانات المناخية لـمسافي، دولة الإمارات العربية المتحدة | البيانات المناخية لـمسافي، دولة الإمارات العربية المتحدة | البيانات المناخية لـمسافي، دولة الإمارات العربية المتحدة | البيانات المناخية لـمسافي، دولة الإمارات العربية المتحدة | البيانات المناخية لـمسافي، دولة الإمارات العربية المتحدة | البيانات المناخية لـمسافي، دولة الإمارات العربية المتحدة | البيانات المناخية لـمسافي، دولة الإمارات العربية المتحدة | البيانات المناخية لـمسافي، دولة الإمارات العربية المتحدة | البيانات المناخية لـمسافي، دولة الإمارات العربية المتحدة | البيانات المناخية لـمسافي، دولة الإمارات العربية المتحدة |
| الشهر                                                    | يناير                                                    | فبراير                                                   | مارس                                                     | أبريل                                                    | مايو                                                     | يونيو                                                    | يوليو                                                    | أغسطس                                                    | سبتمبر                                                   | أكتوبر                                                   | نوفمبر                                                   | ديسمبر                                                   | المعدل السنوي                                            |
| -------------------------------------------------------- | -------------------------------------------------------- | -------------------------------------------------------- | -------------------------------------------------------- | -------------------------------------------------------- | -------------------------------------------------------- | -------------------------------------------------------- | -------------------------------------------------------- | -------------------------------------------------------- | -------------------------------------------------------- | -------------------------------------------------------- | -------------------------------------------------------- | -------------------------------------------------------- | -------------------------------------------------------- |
| متوسط درجة الحرارة الكبرى °ف (°م)                        | 83.5 (28.6)                                              | 86.0 (30.0)                                              | 94.1 (34.5)                                              | 105.4 (40.8)                                             | 109.2 (42.9)                                             | 111.7 (44.3)                                             | 109.9 (43.3)                                             | 110.8 (43.8)                                             | 107.4 (41.9)                                             | 101.7 (38.7)                                             | 93.4 (34.1)                                              | 85.1 (29.5)                                              | 99.8 (37.7)                                              |
| متوسط درجة الحرارة الصغرى °ف (°م)                        | 45.7 (7.6)                                               | 44.1 (6.7)                                               | 52.5 (11.4)                                              | 56.1 (13.4)                                              | 64.4 (18.0)                                              | 72.9 (22.7)                                              | 78.1 (25.6)                                              | 76.5 (24.7)                                              | 70.9 (21.6)                                              | 64.9 (18.3)                                              | 57.0 (13.9)                                              | 46.4 (8.0)                                               | 60.8 (16.0)                                              |
| الهطول إنش (مم)                                          | 0.85 (21.5)                                              | 0.94 (23.8)                                              | 0.27 (6.9)                                               | 0.58 (14.8)                                              | 0.0 (0.0)                                                | 0.00 (0.1)                                               | 0.02 (0.4)                                               | 0.09 (2.4)                                               | 0.19 (4.7)                                               | 0.31 (7.9)                                               | 0.12 (3.0)                                               | 0.37 (9.4)                                               | 3.74 (94.9)                                              |
| المصدر:                                                  |                                                          |                                                          |                                                          |                                                          |                                                          |                                                          |                                                          |                                                          |                                                          |                                                          |                                                          |                                                          |                                                          |

## اقرأ أيضا
- نادي مسافي
- قائمة المستوطنات القديمة في الإمارات العربية المتحدة
- علم الآثار في دولة الإمارات العربية المتحدة